# Sulfato de dermatan
Dermatan sulfato é um glicosaminoglicano (anteriormente chamados de mucopolissacarídeos), encontrado principalmente na pele, mas também nos vasos sangüíneos, válvulas cardíacas, tendões, e nos pulmões.
É também referido como sulfato de condroitina B, embora já não seja classificado como uma forma de sulfato de condroitina pela maioria das fontes.[carece de fontes?]